# ریچارد ای مولر
 ریچارد ای مولر (انگلیسی: Richard A. Muller؛ زاده ۶ ژانویهٔ ۱۹۴۴) استاد فیزیک دانشگاه کالیفرنیا، برکلی اهل آمریکا است. او همچنین از پژوهشگران ارشد آزمایشگاه ملی لارنس برکلی است. مولر و دخترش الیزابت، در اوایل ۲۰۱۰ گروه زمین برکلی (Berkeley Earth) را تأسیس کردند تا سوءظن کسانی را که به تغییرات اقلیمی مشکوک‌اند رفع کنند.